# Astragalus berytheus
Astragalus berytheus es una especie de planta herbácea perteneciente a la familia de las leguminosas. Es originaria de Líbano.

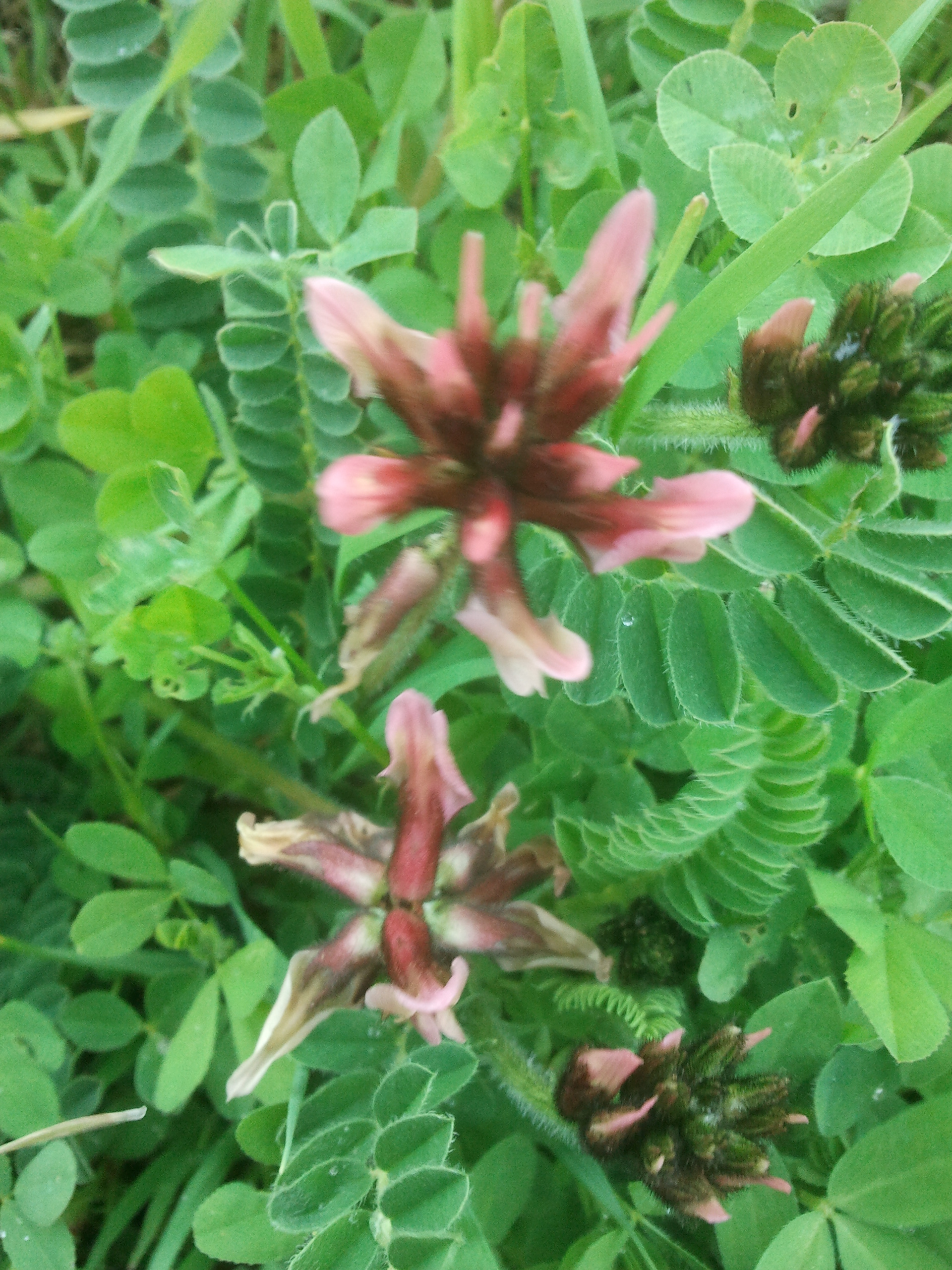
Detalle

## Distribución
Es una planta herbácea perennifolia que se encuentra en Líbano

## Taxonomía
Astragalus berytheus fue descrita por Boiss. & Blanche  y publicado en Diagnoses Plantarum Orientalium Novarum, ser. 2, 3(2): 33. 1856.
Etimología
Astragalus: nombre genérico derivado del griego clásico άστράγαλος y luego del Latín astrăgălus aplicado ya en la antigüedad, entre otras cosas, a algunas plantas de la familia Fabaceae, debido a la forma cúbica de sus semillas parecidas a un hueso del pie.
berytheus: epíteto geográfico que alude a su localización en Beirut.  
Sinonimia
- Tragacantha berythea Kuntze	[4]